# Gonçal Castelló i Gómez-Trevijano
Gonçal Castelló i Gómez-Trevijano (Gandia, 9 d'octubre de 1912- Barcelona, 1 de febrer de 2003) fou un escriptor valencià, autor de diverses novel·les relacionades amb la Guerra Civil espanyola i les seves conseqüències. Fou soci d'honor de l'Associació d'Escriptors en Llengua Catalana i va rebre l'Estelada d'Or dels Països Catalans a Barcelona, així com el premi Jaume Roig de l'Ajuntament de València el 1982. Ha sigut un dels grans lluitadors i activistes per la llibertat dels Països Catalans al llarg del temps.

## Biografia
Es llicencià en Dret i Filosofia i Lletres per la Universitat de València durant la República. En aquest període s'afilià a les joventuts del PCE, amb la qual cosa es mostrà com un defensor del règim existent en aquells moments. Després a la Guerra Civil va lluitar amb l'Exèrcit de la República com a Cap d'Estat Major de la divisió 54 del cos d'exèrcit "A", al front de "Levante". Acabada la guerra va passar 6 anys a la presó Model de València, on es va dedicar a perfeccionar el seu nivell d'estudis.
Posat en llibertat, el jutge l'obligà a residir durant el franquisme a Madrid. Allí va exercir de procurador judicial, i va començar a escriure novel·les aprofitant les experiències viscudes a la guerra i a la presó. A Madrid va començar a forjar el seu valencianisme i catalanisme. Va fer una gran amistat amb Joan Fuster, i amb un grup d'amics a Madrid creà la Colla Tirant lo Blanc. A València, per amistat amb Senent, treballà a la revista Gorg i quan va ser suprimida es va fer càrrec dels "Quaderns de Gorg" que van durar encara un any.
A principis dels 70 es va fer membre de l'Assemblea de Catalunya, moviment clandestí que advocava pel retorn de la democràcia i per les llibertats de Catalunya. El 1973 li van publicar la seva primera novel·la, Viure a Madrid, i després de la fi del franquisme i l'establiment de la monarquia parlamentària a Espanya, li'n van publicar sis més, a més de tres reculls de contes. Milità en el Partit Socialista d'Alliberament Nacional (PSAN) durant els anys de la transició política, i el 2002 ingressà a Esquerra Republicana de Catalunya. Durant els darrers anys de la seva vida va viure a Barcelona, casat amb Elisabet Orri, en els quals va participar sovint en actes catalanistes i literaris, tant a Catalunya com al País Valencià.

## Obra
- Viure a Madrid. València: Editorial Gorg, 1973.
- Dia a dia des dels Països Catalans. Novel·la. Barcelona: Edicions La Magrana, 1977.
- Un sopar de roders. Conte. València: Editorial Prometeo, 1978.
- Sumaríssim d'urgència. Novel·la. València: Editorial Prometeo, 1978. (1990, 2a ed. Editorial El Llamp, Barcelona).
- La clau d'un temps. Novel·la. València: Editorial Prometeo, 1982. Premi Jaume Roig de l'Ajuntament de València, 1982.
- I tant que volava! Conte. València: Editorial Prometeo, 1984.
- Terra guanyada i altres contes. Contes. Barcelona: Editorial El Llamp, 1985.
- València dins la tempesta. Novel·la. València: Editorial del Bullent, 1987.
- A gat vell, ratolí tendre. Conte. Barcelona: Editorial El Pont, 1988.
- Vida i miracles d'Antoni Miró. Biografia. Alcoi: Edicions Marfil, 1994.
- Final de viatge. Memòries d'un gandià: amics, coneguts i saludats. Biografia. Gandia: CEIC Alfons el Vell, 2010.